# リチャード・デイヴィッド・デイヴィス
リチャード・デイヴィッド・デイヴィス（Richard David Davis, 1799年 - 1871年6月17日）は、アメリカ合衆国の政治家。ニューヨーク州選出連邦下院議員を務めた。

## 生涯
1799年、デイヴィスはニューヨーク州スティルウォーターにおいて誕生した。デイヴィスは1818年にイェール大学を卒業した。デイヴィスは法律を学び、1821年に弁護士として認可を受けた。デイヴィスはニューヨーク州ポキプシーにおいて弁護士業を開業した。
デイヴィスは民主党から連邦下院議員に選出され、1841年から1845年まで2期4年務めた。デイヴィスは第28議会の革命請求委員会で委員長を務めた。1844年は民主党から指名を受けられなかった。デイヴィスはその後、政治業および弁護士業を離れ、ニューヨーク州ウォーターフォードで農業に従事した。
デイヴィスは1871年6月17日にニューヨーク州ウォーターフォードで死去した。デイヴィスの遺体はニューヨーク州ウォーターフォードのウォーターフォード田園墓地に埋葬された。